# Dragoslav
Dragoslav (in alfabeto cirillico: Драгослав) è un nome proprio di persona sloveno, croato e serbo maschile.

## Varianti
- Ipocoristici: numerosi, si veda Dragan
- Femminili
  - Serbo: Драгослава (Dragoslava)[1]

### Varianti in altre lingue
- Ceco: Drahoslav[1]
  - Femminili: Drahoslava[2]
- Slovacco: Drahoslav[1]
  - Femminili: Drahoslava[2]

## Origine e diffusione
È composto dalle radici slave dragu ("prezioso") e slava ("gloria"); la prima delle due si trova anche in Dragomir e Predrag, e la seconda, comunissima nell'onomastica slava, si trova ad esempio in Miroslavo, Ladislao, Venceslao, Svjatoslav e vari altri.

## Onomastico
Il nome è adespota, non essendo portato da alcun santo; l'onomastico si può eventualmente festeggiare il 1º novembre, giorno di Ognissanti.

## Persone
- Dragoslav Čakić, calciatore croato
- Dragoslav Jevrić, calciatore serbo
- Dragoslav Marković, politico serbo

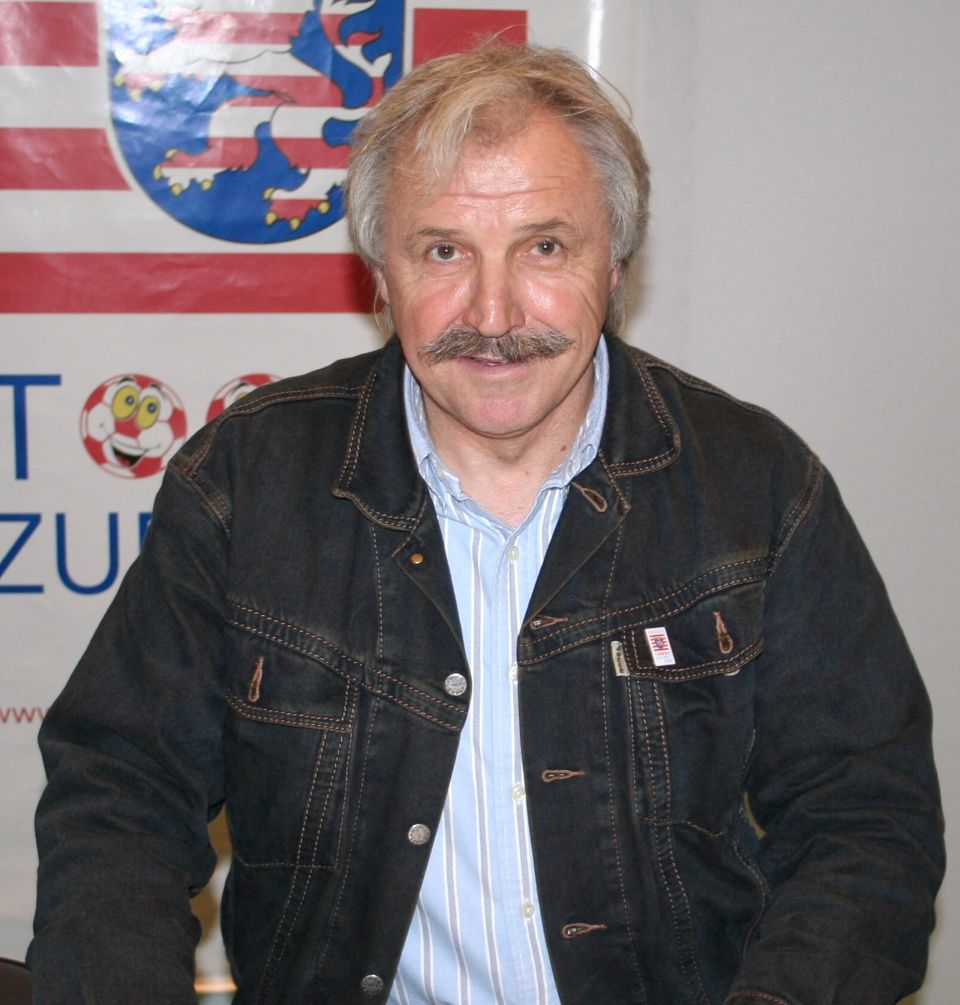
Dragoslav Stepanović

- Dragoslav Mihajlović, calciatore jugoslavo
- Dragoslav Poleksić, calciatore montenegrino
- Dragoslav Ražnatović, cestista jugoslavo
- Dragoslav Šekularac, calciatore e allenatore di calcio serbo
- Dragoslav Stepanović, calciatore e allenatore di calcio serbo

### Variante femminile Dragoslava
- Dragoslava Gerić, cestista serba
- Dragoslava Žakula, cestista bosniaca